# Operation Battleaxe
Operation Battleaxe var en operation under andra världskriget utförd av Storbritannien. Planen innebar att Claude Auchinleck utmanade Erwin Rommel och hans DAK i Nordafrika. Planen utfördes efter att Churchill hade sagt åt Auchinleck att om han inte ändrade sin passiva hållning och gick på offensiven så skulle han ersättas.